# اوستروف او بزدروژیتس
اوستروف و بزدروژیتس (به چکی: Ostrov u Bezdružic) یک منطقهٔ مسکونی در جمهوری چک است که در ناحیه پلزن-شمالی واقع شده‌است. اوستروف و بزدروژیتس ۱۳٫۰۱ کیلومتر مربع مساحت و ۱۹۸ نفر جمعیت دارد و ۵۱۵ متر بالاتر از سطح دریا واقع شده‌است.